# برايان تايلور (لاعب كرة قدم)
برايان تايلور (بالإنجليزية: Brian Taylor)‏ (24 مارس 1937 بوالسال في المملكة المتحدة - 10 يونيو 2015 بمنورقة في المملكة المتحدة) هو لاعب كرة قدم بريطاني في مركز جناح. لعب مع برمنغهام سيتي وبورت فايل وشروزبري تاون ونادي بارنسلي ونادي روذرهام يونايتد ونادي والسول ونادي أوزورتي تاون ‏ وولشبول تاون ‏ ونادي كيدرمينستر هاريرز لكرة القدم وبرومزغروف روفرز ‏ ودارلاستون تاون.

## وصلات خارجية
- برايان تايلور على موقع قاعدة بيانات كرة القدم.إي يو (الإنجليزية)